# テクノソフト (ゲーム会社)
株式会社テクノソフト（英: Technosoft Co.,Ltd.）は、かつて存在した主にコンピュータゲームを制作・販売していた日本の企業。
初期にはTecno Softと表記したが1992年頃からはTechnosoftとも表記していた。これは商標登録の際に社長が綴りを間違ったためとのこと。

## 歴史
当初は8ビットパソコン向けのコンピュータゲーム（パソコンゲーム）を中心にソフトウェアを制作・販売していた。ゲームソフトの他にも画像処理ソフトウェアの一種である『グラフィックツールセット』（『パターンエディター』と『ラインエディター』）やタイピングソフト、逆アセンブラなどのソフトウェアもリリースした事がある。
パソコンゲーム黎明期からソフトウェアをリリースしており、『スタートレック』などをモチーフとした3Dリアルタイム宇宙戦艦シミュレーション『スターフリート/B』や、日本のパソコンゲームでは初のポリゴンを使ったレースゲーム『プラズマライン』をリリース、多くのファンを獲得し中堅メーカーとしての認知を得ていた。また、1980年代の同社は互換性の無い機種が乱立した当時のパソコン業界に於いて、8ビット御三家のような主要市場向けのみならず、IBM JXの様なマイナーに終わった機種、MSXやPC-6001mkIIなどの廉価機種向けまで幅広い機種で同社タイトルをリリースしていた。
1989年以降、パソコンゲームでヒットした同社シューティングゲームの人気タイトルを、メガドライブなどコンシューマーゲームにも移植ないしシリーズ作品として自社でリリースしたことでコンシューマーゲーム機での開発ノウハウを取得し、1990年代はコンシューマーゲーム機に注力し、また他社ブランドへの製品供給も行っていた。一時期は佐世保市内に自社ビル「テクノビル」を構えるまでになっていたが、1999年の新作『ネオリュード 刻まれた紋章』が最後の作品になった。
Webサイトのドメインは、http://ts.to/等のドメインも使用していた。
経営面では、大学サークルの延長線上にあるという評もあり、給与については元社員から不満が漏らされることがある反面、その経験が糧となったとしている者も居る。
1999年12月、経営不振に陥り、ゲーム開発から撤退。撤退前の同年8月には営業職であった山倉千賀子を中心に元スタッフ9名を加えて『ガンバリオン』を設立。2000年6月、公式サイトで機材の売却が始まり、版権もトゥウェンティワンに譲渡。これにより、テクノソフトは2001年頃に会社としての歴史に幕を閉じた。

### 法人消滅後
テクノソフト時代の商標の登録は、法人ではなく松岡和江の個人名で申請がなされており、セガサミーグループ（株式会社セガホールディングス、株式会社セガゲームス）に権利を譲渡する2016年9月までの間、21件の登録が存在し、その中には九十九百太郎など、所属していたスタッフのペンネームも含まれていた。2016年9月現在、それらの名義は全て株式会社セガゲームスに書き換わっている。
2008年夏に開始されたトゥエンティワン有限会社によるテクノソフトブランドでの活動はライセンス許諾と著作権管理、同社の過去製品に関連する音楽コンテンツCD、ポストカード等のアイテムの再生産品の販売となっていた。また、前述の登録状態のため、新規に許諾された製品のコピーライトにはK.Matsuokaの名前が併記されていた。
2016年5月初旬時点で他社へのライセンス許諾は全て満了、新規の申請のためのリンクも外され、表向きの活動は前述の製品に関連するアイテムの通信販売のみとなった。更に、2016年5月17日にメールアドレス、電話番号の表記は残っていたが、問い合わせへの返答は行わない旨、ならびに動きがあれば月末にWebサイトに掲載する旨の表記を残し、オンラインストアも一時閉鎖となる。後述の権利譲渡発表を待って、TecnoSoft Brand Web.がリニューアルされ、作品ではなく商品にフィーチャーしたサイトに変更され、テクノソフトブランド商品は株式会社セガゲームスよりトゥエンティワン有限会社が販売権の許諾を得て営業している旨が明記された。オンラインストアの商品は2016年9月24日現在も登録は無く休止状態ではあるが、各種音楽配信サイトへのリンクがブラントのトップページに用意され、ダウンロード購入できるようになった。
2016年9月17日、東京ゲームショウ2016のセガブースにて、テクノソフトに関する知的財産権をセガが取得したことが発表された。この権利取得実現については、2014年の9月に元テクノソフト社長であった大園富美男が逝去、生前に「テクノソフトのブランドを途切れさせたくない、引き受けてくれるのはセガさんしかないんじゃないか？」と元テクノソフト開発室長、現インタラクティブラボラトリー取締役副社長である新井直介に話していたことから始まった。上記の通りトゥエンティワン有限会社に権利があったが、前述の話からセガゲームスの奥成洋輔に連絡を取り実現の運びとなった。尚、テクノソフトブランドを冠するグッズ、及び音楽商品のデジタル配信はトゥエンティワン有限会社が引き続き行うことと、2016年9月現在、音楽アルバム6作品が各デジタルミュージックストアにて配信中となっていることも発表された。

## 沿革
- 1980年2月 - 佐世保マイコンセンターとして創業。
- 1982年4月 - テクノソフトとして名を変えて設立。
- 1989年6月15日 - 『サンダーフォースII MD』でメガドライブ向けゲームソフトの制作・販売に参入。
- 1994年12月3日 - 『熱血親子』でプレイステーション向けゲームソフトの制作・販売に参入。
- 1995年7月21日 - 『熱血親子』でセガサターン向けのゲームソフトの制作・販売に参入。
- 1999年12月16日 - 『ネオリュード 刻まれた紋章』発売。
  - これと前後として、ゲーム制作撤退あるいは倒産という情報が各所で流れる[10]。一部スタッフは『ガンバリオン』を設立し独立。以降、テクノソフト名義で発売された新作は無い。
- 2000年6月 - 公式サイトで機材の売却が始まる[11]。
- 2001年 - 情報処理・貸しビル業のトゥウェンティワンが著作権関係などを引き継ぎ、事実上の休眠会社であったテクノソフトが消滅する。
- 2002年前半 - 会社サイトのリニューアルの告知を行ったが、特記すべき動きはなかった。
- 2007年夏 - 公式トップが更新され、何らかの動きがあることが示された。
- 2008年夏 - 『サンダーフォースVI』発表と同時に、ライセンス使用許諾の業務開始予定の一文が公式ホームページに記された。
- 2010年6月 - 活動中に販売されていたグッズを中心に直販サイトが立ち上がり、品切れ商品の再生産などが予告される。
- 2016年
  - 4月28日 - ゲームアーカイブスでの配信終了。Webページからは許諾申請のリンクが消える。
  - 5月17日 - 直販サイトの閉店。一時的とはされているものの、再開については未定となっていた。
  - 9月17日 - セガホールディングスがテクノソフトの知的財産権を、セガゲームスが製造・販売権をそれぞれ取得した事を発表。
- 2019年 - 公式サイトでテクノソフトブランドの物品取り扱いを終了した事が記されており、ゲームサントラ楽曲配信も終了している。しばらくこれらの告知が掲載された後に公式サイトも2019年内に消滅している。これによって最後のコンテンツだった公式サイトが終了した事で創業から存在したテクノソフト公式コンテンツは全て消滅した事となる。

## 開発・販売タイトル
- ドンキーゴリラ - MZ-700、1982年
- バックギャモン - PC多機種、1982年
  - バックギャモン エクセレント - PC多機種、1985年
- スターフリート (スターフリート/B) - PC多機種、1982年
- サンダーフォース - PC多機種、1983年
  - サンダーフォース コンストラクション - PC多機種、1984年
- スネーク&スネーク - PC多機種、1983年
- プラズマライン - PC多機種、1984年
- オービット3 - PC多機種、1985年
- ばってんタヌキの大冒険 - PC多機種、1985年
- 九玉伝 - PC多機種、1986年
- COMSIGHT - PC多機種、1987年
- D' - PC多機種、1987年
- ヘルツォーク - PC多機種、1988年
- フィードバック - PC多機種、1988年
- 新九玉伝 - PC多機種、1988年
- サンダーフォースII - X68000、1988年10月
  - サンダーフォースII MD - MD、1989年6月15日
- ヘルツォーク・ツヴァイ - MD、1989年12月15日
- サンダーフォースIII - MD、1990年6月8日
  - サンダーフォースAC - アーケード、1990年12月 (発売:セガ)
  - サンダースピリッツ - SFC、1991年12月31日 (発売:東芝EMI)
- エレメンタルマスター - MD、1990年12月14日
- デビルクラッシュMD - MD、1991年10月10日
- サンダーフォースIV - MD、1992年7月24日
- ハイパーデュエル - アーケード、1993年
  - 移植版 - SS、1996年11月22日
- マジカルエラーをさがせ! - アーケード、1994年 (発売:ジャレコ)
- スターブレード (メガCD版) - メガCD、1994年10月28日 (発売:ナムコ)
- 熱血親子 - PS / SS、1994年12月3日[PS] / 1995年7月21日[SS]
- 球転界 - PS / SS、1995年3月31日[PS] / 1995年8月25日[SS]
- リヴァーシオン - PS、1995年12月1日
  - ハイパーリヴァーシオン - SS、1996年6月7日
- 鋼鉄霊域〜スティールダム - PS / SS、1996年8月30日[PS] / 1996年9月6日[SS]
- サンダーフォースゴールドパック1 - SS、1996年9月27日
- サンダーフォースゴールドパック2 - SS、1996年12月6日
- ブラストウィンド - SS、1997年1月17日
- ネオリュード - PS、1997年5月9日
- サンダーフォースV - SS、1997年7月11日
  - サンダーフォースV パーフェクトシステム - PS、1998年5月21日
- ネオリュード2 - PS、1997年10月18日
- 組み立てバトル くっつけっと - PS / SS、1998年3月12日[PS] / 1988年4月2日[SS]
- 風の丘公園にて - PS、1998年9月14日
- おみせde店主[12] - PS、1999年4月8日
- マイガーデン - PS、1999年9月2日
- ネオリュード 刻まれた紋章 - PS、1999年12月16日

### 開発協力
- サイレントメビウス 幻影の堕天使 - PS、1998年12月23日（共同開発 / 発売：バンダイビジュアル）
- ゲッターロボ大決戦! - PS、1999年9月9日（共同開発 / 発売：バンダイビジュアル）

## 関連人物
- 吉村功成 - プログラマー。
- 新井直介 - プログラマ、作曲、ディレクションなど。開発室長であったこともある。現・インタラクティブラボラトリー取締役副社長。
- 生魚清一 - プログラマー。
- 外山雄一 - プログラマー。自身が手掛けたソフト内に隠しメッセージを仕込んでいた[リンク切れ]。後にコンパイル、エイティングを経て現在はタイトーに在籍。
- 大谷智巳 - 作曲家。
- 山西利治 - 作曲家。
- 九十九百太郎 - 作曲家。